# Krašić
Krašić falu és község Horvátországban Zágráb megyében. Közigazgatásilag Barovka, Begovo Brdo Žumberačko, Brezarić, Brlenić, Bukovica Prekriška, Careva Draga, Čučići, Čunkova Draga, Dol, Donje Prekrižje, Gornje Prekrižje, Hrženik, Hutin, Jezerine, Konjarić Vrh, Kostel Pribićki, Krnežići, Krupače, Kučer, Kurpezova Gorica, Medven Draga, Mirkopolje, Pećno, Pribić, Pribić Crkveni, Prvinci, Radina Gorica, Rude Pribićke, Staničići Žumberački, Strmac Pribićki, Svrževo és Vranjak Žumberački települések tartoznak hozzá.

## Fekvése
Zágrábtól 40 km-re délnyugatra a Zsumberki-hegység déli lejtőin a Kupčina jobb partján fekszik. Bár a forgalmas főutak elkerülik, mégis könnyen megközelíthető a 19 km-re levő Zágráb – Károlyváros autópálya felől.

## Története
A község területén már a vaskorban éltek emberek. Ezt bizonyítja a Krupače területén feltárt urnatemető, melyben hallstatt kori fibulák, nyakláncok, karkötők kerültek elő. Krašić az egyik legősibb horvát település, első írásos említése 1249-ben még a Krasich család birtokaként "terra generationis Craysig" alakban történt. Nevét a környező településekhez (Draganić, Cvetković, Pribić, Brezarić) hasonlóan első birtokos családjáról kapta, a név azonban az eredeti többes számú "Krašići" alakról az egyes számú Krašićra rövidült. Lakói érdemeikért IV. Bélától nemesi kiváltságokat kaptak, kiváltságaikat azonban a későbbi századokban fokról fokra elveszítették. A 16. századra valójában az ozalyi uradalom jobbágyaivá váltak és adót fizettek. A 16. században Bosznia északi területeiről, Vranograd és Podzvizd környékéről nagy számú katolikus menekült érkezett az uradalomba, mely azokat Draganić, Kupčina és Krašić területén telepítette le. Az újonnan érkezettek gyorsan asszimilálódtak a helyi lakosságba.
A falunak már nagyon régen is volt plébániatemploma, melyet 1334-ben a zágrábi káptalan statútumában "Sanctae Trinitatis de Kraysichi" alakban említ először Ivan goricai főesperes. Mivel kezdetben nem tartoztak földesúri uralom alá horvátul miséző plébánosaikat, akik 1450-óta név szerint is ismertek maguk választhatták meg. Az első krašići okirat glagolita írással készült 1529-ben, a krašići és a kupčinai bírói fennhatóság közötti határt írja le. A glagolita írás a szomszédos károlyvárosi területhez hasonlóan egészen az 1560-as évekig használatos volt az oklevelekben. A nyelvjárások közül is a 16. század végéig a ča nyelvjárás volt általánosan elterjedt, a kaj nyelvjárás csak a 17. században jelent meg és a 18. századra vált általánossá. A krašićiak kiváltságai közé tartozott az önálló bírói intézmény, melynek feje a bíró volt és a bírói tanács 10 tagból állt. A bírói tanács szükség szerint, de legfeljebb havonta kétszer a Szentháromság templom előtti padokon tartotta szokásos üléseit. Okleveleit pecséttel látta el, de erősen függött az ozalyi uradalom tisztviselőitől, akik a büntetőügyekben ítélkeztek. A település első egyházi iskoláját 1600 körül alapították, első tanítója 1628-ból ismert.
Krašić kiváltságainak elveszítésével földesurai a Frangepánok, majd a Zrínyiek lettek. 1671-ben hűtlenség címén a Zrínyi Péter birtokait elvették, felettük az udvari kamara rendelkezett. A krašićiak most már az udvartól várták régi kiváltságaik visszaadását. Kérésük csak 1701-ben került valamennyire meghallgatásra, amikor Ozaly város vezetőinek közbenjárására Octavian Terzi Fiume és a vinodoli kerület főkapitánya mentesítette őket az adófizetés alól. A 18. században újra változtak Ozaly urai, előbb a Perlas, majd a Battyhány család szerezte meg az uradalmat. 1825-ben viszály tört ki a krašićiak és az ozalyi uradalom között, mely 1830-ra valóságos lázadássá fokozódott. Végül a katonai hatóságnak kellett közvetíteni a felek között. A krašićiakat végül csak az 1848-as jobbágyfelszabadítás mentesítette véglegesen a kötelezettségeik alól.
A falunak 1857-ben 307, 1910-ben 347 lakosa volt. Trianon előtt Zágráb vármegye Jaskai járásához tartozott. 2001-ben 387 lakosa volt.

## Lakosság

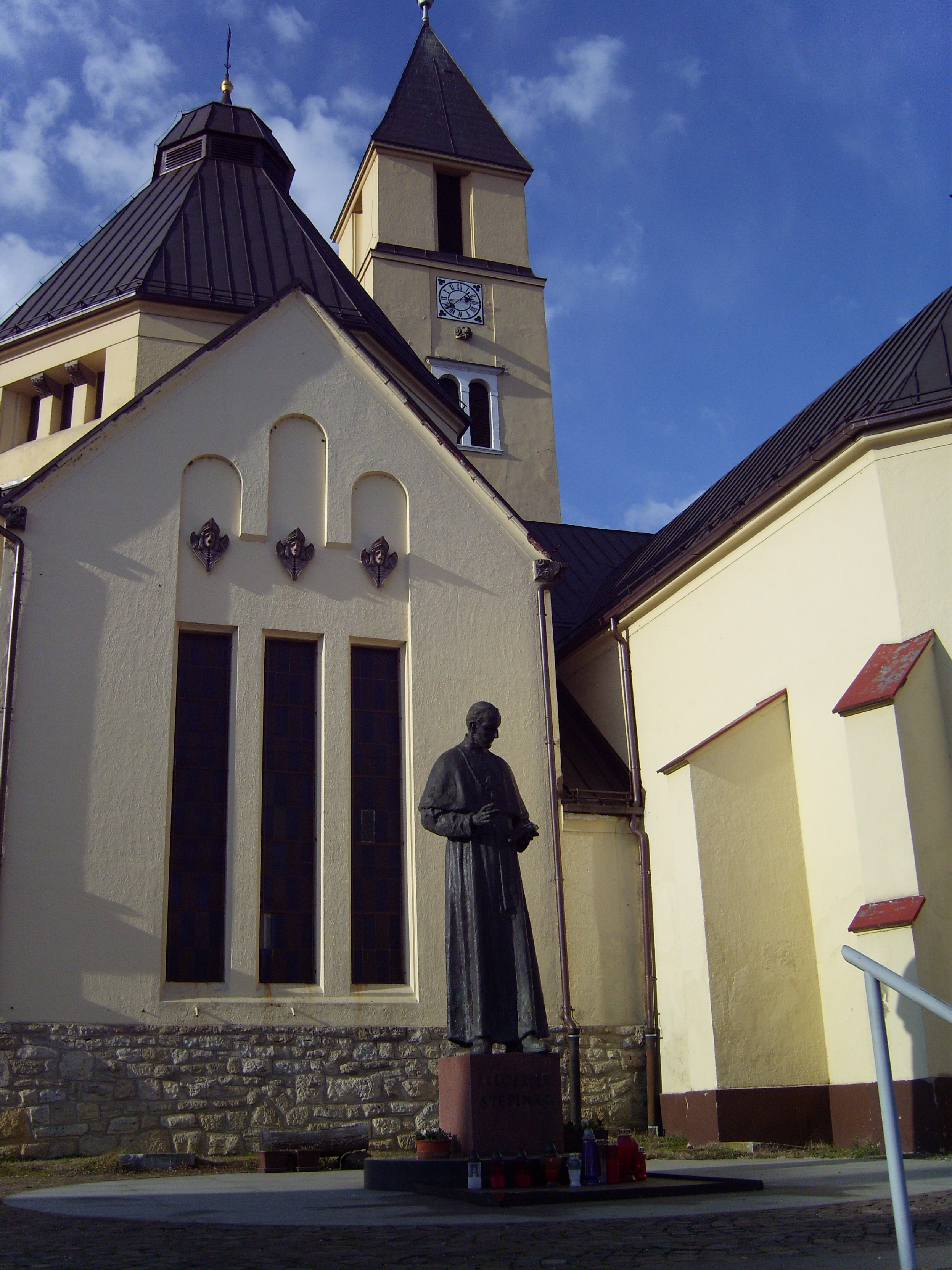
A Szentháromság plébániatemplom Alojzije Stepinac érsek szobrával

| Lakosság változása | Lakosság változása | Lakosság változása | Lakosság változása | Lakosság változása | Lakosság változása | Lakosság változása | Lakosság változása | Lakosság változása | Lakosság változása | Lakosság változása | Lakosság változása | Lakosság változása | Lakosság változása | Lakosság változása |
| ------------------ | ------------------ | ------------------ | ------------------ | ------------------ | ------------------ | ------------------ | ------------------ | ------------------ | ------------------ | ------------------ | ------------------ | ------------------ | ------------------ | ------------------ |
| 1857               | 1869               | 1880               | 1890               | 1900               | 1910               | 1921               | 1931               | 1948               | 1953               | 1961               | 1971               | 1981               | 1991               | 2001               |
| 84                 | 100                | 133                | 155                | 158                | 187                | 178                | 177                | 207                | 206                | 213                | 218                | 289                | 298                | 302                |

## Nevezetességei
- A Szentháromság tiszteletére szentelt plébániatemploma[3] középkori eredetű, melyet a 18. században, valószínűleg 1759 körül barokk stílusban építettek át. A nyugati bejárat fölé 1771-ben emelték a harangtornyot. A templomot 1911 és 1913 között bővítették. A régi hajó irányát megváltoztatva észak-déli irányban építették fel az új templomhajót a magas kupolával és a szentéllyel. A fennmaradt régi gótikus szentélyben állították fel az új márvány barokk Háromkirályok oltárt az 1743-ban készített oltárképpel. A kupola képei és a szentély Utolsó vacsora festménye M. Rašic munkái. Kincsei közé tartozik egy monstrancia és egy fából faragott Golgota, mindkettő 1770 körül készült rokokó stílusban.
- A régi plébánia épületében emlékszobát rendeztek be Alojzije Stepinac érsek emlékére.
- A Mrzljak-család régi házában élt Josipa Mrzljak Alojzije Stepinac érsek nővére. A házban működött egykor az olvasókör, ahol a település tanult emberei jöttek össze. Az itt látható kiállítás Božidar Ćuk gyűjteményéből származik.
- Védett épület a 94-es számú telken, Krašić központjában álló hagyományos népi építésű, 19. századi lakóház.[4] Mögötte az udvaron több épület található: egy téglaház, egy faház és négy melléképület. A lakóház maga harmonikus kialakítású, kiegyensúlyozott nyílásokkal és szolid dekorációval. Az épület sajátossága az udvarra néző árkádos tornácban is megnyilvánul.
- A faluban egy fából épített tájház is található.

## Híres emberek
- Itt élt és dolgozott boldog Alojzije Stepinac zágrábi érsek, aki a szomszédos Brezarić faluban született. Itt hunyt el 1960. február 10-én.
- Itt született 1824. április 1-jén Josip Torbar természettudós, pedagógus és politikus, a Horvát Tudományos Akadémia elnöke.
- A községhez tartozó Pribić faluban született 1919. április 15-én Franjo Kuharić zágrábi érsek.
- Krašićról származik Josip Mrzljak varasdi püspök családja.
- Itt született 1911. március 18-án Anđela Horvat művészettörténész, konzervátor.

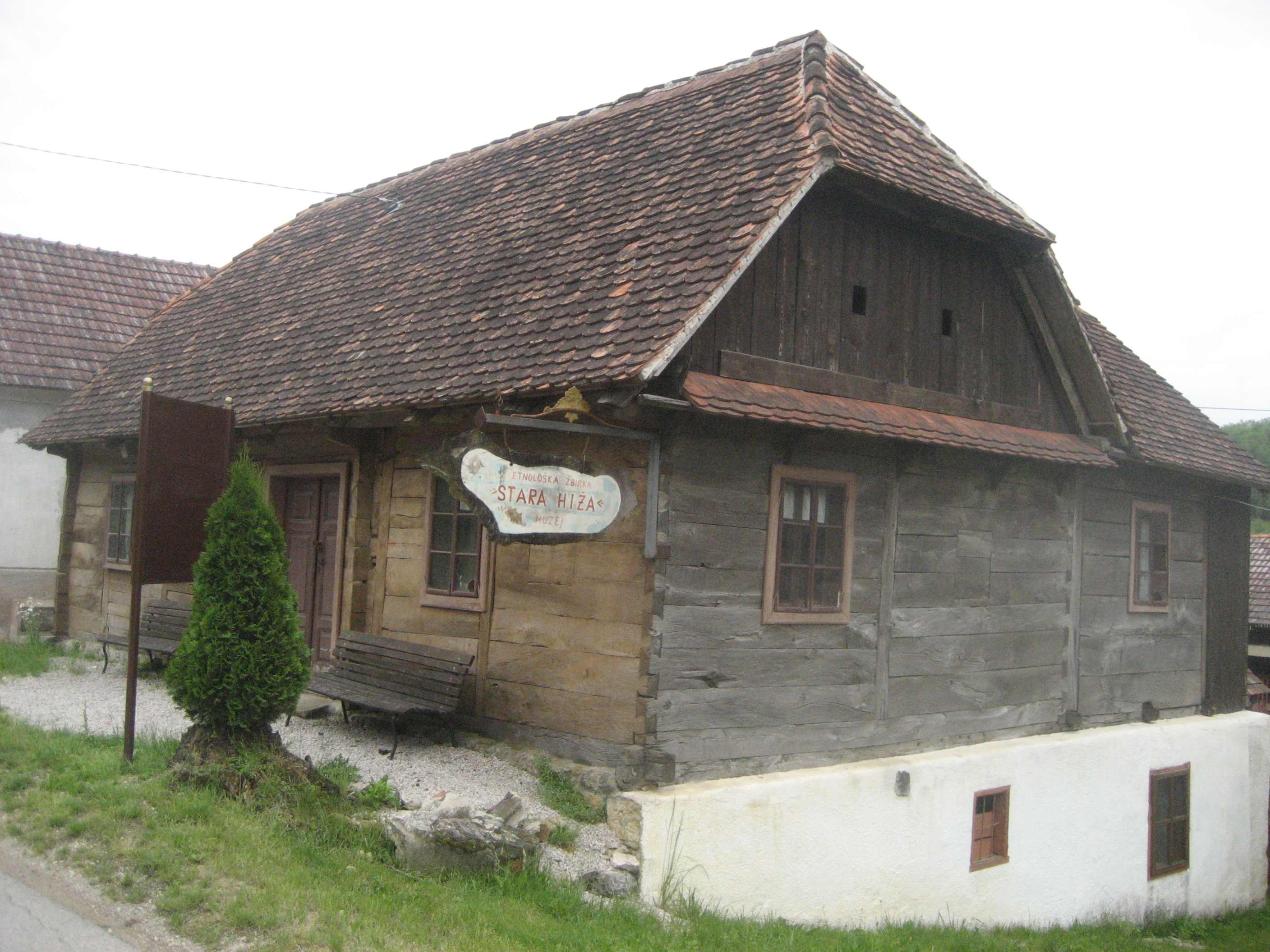
A tájház

## Külső hivatkozások
- Krašić hivatalos oldala
- Nemhivatalos oldal
- Az Alojzije Stepinac alapiskola honlapja
- Krašić a megye turisztikai egyesületének honlapján Archiválva 2012. március 11-i dátummal a Wayback Machine-ben
- E. Laszowsky: Stara hrvatska Županija Podgorska, Zagreb 1899.